# Quacquarelli Symonds
Quacquarelli Symonds (QS) è una società di consulenza e ricerca educativa specializzata nell'analisi del settore dell'istruzione superiore. Fondata nel 1990 da Nunzio Quacquarelli e il suo socio Matt Symonds, QS è diventata una delle principali autorità globali nel campo delle valutazioni universitarie e dei ranking accademici. L'azienda offre una serie di servizi che spaziano dall'analisi dei dati sull'istruzione superiore alla consulenza strategica per le università.

## Storia
Quacquarelli Symonds è stata fondata a Londra, Regno Unito, nel 1990, con l'obiettivo di fornire informazioni e consulenza per gli studenti che desiderano studiare all'estero. Nel corso degli anni, l'azienda si è espansa per includere la valutazione delle università e la pubblicazione di ranking accademici.
Nel 2004, QS ha lanciato il suo primo ranking universitario globale, noto come QS World University Rankings, che è diventato uno dei più influenti e rispettati al mondo e viene aggiornato annualmente per riflettere le prestazioni accademiche delle università in tutto il mondo.
Nel corso degli anni, QS ha ampliato la sua offerta di servizi, inclusi ranking specifici per discipline accademiche, valutazioni delle università in base a criteri specifici e pubblicazioni sulle tendenze dell'istruzione superiore. L'azienda ha anche sviluppato partnership con istituzioni accademiche di prestigio in tutto il mondo per condurre ricerche e fornire consulenza strategica.

## Metodologia
QS utilizza una metodologia basata su diversi indicatori per valutare le università e creare i suoi ranking accademici. Gli indicatori considerati includono la reputazione accademica, la reputazione tra i datori di lavoro, il numero di docenti con titolo di dottorato, il rapporto tra docenti e studenti, la citazione di ricerca, l'impatto della ricerca e la presenza internazionale.
I dati utilizzati per valutare le università provengono da diverse fonti, tra cui sondaggi condotti tra accademici e datori di lavoro, dati pubblici sulle pubblicazioni scientifiche e informazioni fornite direttamente dalle università stesse.

## Critiche e controversie
Come per molti ranking accademici, i metodi utilizzati da QS sono stati oggetto di critiche e controversie.

Alcuni critici sostengono che i ranking accademici non tengano conto di tutti gli aspetti rilevanti di un'università e che possano influenzare negativamente le strategie delle istituzioni accademiche, spingendole a concentrarsi su indicatori specifici a discapito di altri aspetti importanti dell'istruzione superiore.
Inoltre, alcune università hanno sollevato preoccupazioni riguardo alla metodologia utilizzata da QS e hanno sottolineato che i ranking potrebbero non riflettere accuratamente la qualità e l'eccellenza dell'istruzione fornita.